# جان کوتینگ
جان کوتینگ (انگلیسی: Giovanni Koetting؛ زادهٔ ۱۰ مارس ۱۹۶۲) بازیکن فوتبال اهل ایتالیا است.
از باشگاه‌هایی که در آن بازی کرده‌است می‌توان به باشگاه فوتبال یوونتوس، باشگاه فوتبال آنکونا، باشگاه فوتبال اودینزه، و باشگاه فوتبال اسپال اشاره کرد.